# 津軽政模
津軽 政模（つがる まさのり）は、江戸時代前期から中期にかけての弘前藩士。

## 生涯
藩主・津軽信政から「政」の偏諱を授かり政模と改名した。元禄12年（1699年）、300石を賜った。元禄14年（1701年）、200石を加増され、書院番になる。正徳2年（1712年）500石、さらに家老に任命され、さらに500石、計1500石となった。